# Romeu
Romeu is een plaats (freguesia) in de Portugese gemeente Mirandela en telt 301 inwoners (2001).